# Camponotini
Camponotini es una tribu de hormigas de la subfamilia Formicinae.

## Géneros
Se reconocen los siguientes:
- Calomyrmex Emery, 1895
- Camponotus Mayr, 1861
- †Chimaeromyrma Dlussky, 1988
- Colobopsis Mayr, 1861
- Dinomyrmex Ashmead, 1905
- Echinopla Smith, 1857
- Opisthopsis Dalla Torre, 1893
- Overbeckia Viehmeyer, 1916
- Polyrhachis Smith, 1857
- †Pseudocamponotus Carpenter, 1930